# رهونرن
رهونرن (به آلمانی: Hamm-Rhynern) یک منطقهٔ مسکونی در آلمان است که در هام واقع شده‌است. رهونرن ۵۹٫۲۲ کیلومتر مربع مساحت و ۱۸٬۵۷۸ نفر جمعیت دارد.